# Jobagioni
Jobagioni (madž. jobbágyok, srednjovj. lat. iobagiones) je naziv kojim se u srednjovjekovnoj Ugarskoj i Hrvatskoj tijekom stoljeća označavalo više skupina stanovništva; povijesno su najznačajniji tvrđavni jobagioni (madž. várjobbágyok, lat. iobagiones castri). Za tu skupinu koriste se još hrvatski nazivi grašćani i gradokmetovi.
Jobagioni su bili su slobodni ljudi, oslobođeni plaćanja poreza i obdareni povlasticama i zemljom (oko 70 hektara po jobagionu) u nagradu za vojnu službu u sustavu kraljevskih utvrđenih gradova. Jedan dio tih službi je s vremenom postao nasljednim, te su jobagioni izjednačeni s plemstvom (ali ispočetka nešto nižeg statusa od predijalaca, koji su u pravilu uživali veće zemljišne posjede), da bi ih se kasnije i prestalo razlikovati od drugog nižeg plemstva.  
Smatra se da je uspostava tog socijalnog sloja povezana uz uspostavu sustava kraljevskih utvrda u vrijeme nastanka ugarskog kraljevstva krajem X. stoljeća pod kraljem Stjepanom I. Svetim i njegovim ocem velikim knezom Gejzom, ali su pisani izvori iz toga doba vrlo oskudni. 
Iobagioni su bili podložni županu, kao nositelju kraljevske vlasti u županiji (grofoviji, lat. comitatus, madž. megye ili vármegye).